# Pedras Altas
Pedras Altas egy község (município) Brazíliában, Rio Grande do Sul déli részén, az uruguayi határon. 2022-ben népességét 2061 főre becsülték.

## Története
Nevét („magas kövek”) a községközponttól három kilométerre található sziklákról kapta. A 19. század közepén a területet Coxilha das Pedras Altas néven ismerték. A név legelőször egy farrapó tiszt levelében jelenik meg, amelyet családjának írt, amikor Bento Gonçalves forradalmár seregeivel itt táborozott.
1884-ben vasút nyílt. A település kialakulása Manoel Faustino D'Ávila parancsnok nevéhez köthető, aki Estância Vista Alegre birtokából 1898-ban földet adományozott az itt dolgozó vasúti munkásoknak és családjaiknak. 1904-ben itt telepedett le Joaquim Francisco de Assis Brasil diplomata és családja, 1907–1913 között pedig 44 szobás, európai kinézetű, középkorias kastélyt építtetett a kietlen gaúcho pampán, hogy Lydia nevű, Európából származó feleségének ismerős környezetet biztosítson. 1923-ban felkelés robbant ki, amelynek Assis Brasil volt a központi alakja (az állami kormányzói posztért induló Assis Brasilt támogató forradalmárok fellázadtak ellenfele, Borges de Medeiros újraválasztása ellen, mely szerintük manipulált szavazás eredménye volt). A harcokban a kastély megrongálódott. A szavazás érvénytelenítését nem sikerült elérni, de létrejött a Pedras Altas-i szerződés, amely számos olyan pontot rögzített, amely megváltoztatta az állami politika arculatát, kiterjesztette a választópolgár jogait, és véget vetett annak, amit a felkelők „köztársasági diktatúrának” neveztek.
1996-ban Pedras Altas függetlenedett Herval és Pinheiro Machado községektől, és 2001-ben önálló községgé szerveződött.

## Leírása
Székhelye Pedras Altas, további kerületei Cerro do Baú, Arroio Mau, São Diogo. A községközpont Porto Alegretől 410 (légvonalban 300) kilométerre fekszik, 375 méteres tengerszint feletti magasságban.